# 허메이톈
허메이톈(중국어: 何美钿, 병음: Hé Měitián, 한자음: 하미전, 1975년 12월 2일 ~ )은 중화인민공화국의 배우이다.
차오저우시에서 태어났다.

## 방송
- 천룡팔부
- 남국유가인
- 협골단심
- 소오강호 1996

## 영화
- 남국유가인 (2011년)
- 황촌객잔 (2008년)
- 무간도 IV - 문도 (2007년)
- 협골단심 (2005년) - 중연연 역
- 기무사 (1999년) - 엽야심 역
- 소오강호 - 96년 시리즈 (1996년) - 의 역